# Наташа Душев Јанић
Наташа Душев Јанић (мађ. Dusev-Janics Natasa; Бачка Паланка, 24. јун 1982) је мађарска кајакашица која је освојила шест олимпијских медаља, укључујући три златне, као и преко двадесет на светским и европским првенствима.

## Биографија
Наташа потиче из кајакашке породице, отац и тренер је био познати југословенски репрезентативац Милан Јанић, освајач сребрне олимпијске медаље, који је преминуо 2003. године. Наташина браћа, Мићо и Стјепан су такође спортисти репрезентативци, такмиче се за репрезентацију Хрватске.
Од 2010. је у браку за бугарским кајакашем Андрианом Душевом, освајачем бронзане олимпијске медаље. Ћерку Милану је родила 2011. године.

## Каријера
Наташа Јанић је већ са 14. година постала првакиња Југославије а са 18 година као репрезентативка Србије и Црне Горе учествује на Олимпијским играма одржаним у Сиднеју 2000. године и осваја четврто место. Дневни лист Спорт је крајем године прогласио за најбљег младог спортисту СР Југославије.
Четири године касније 2004. учествује на Олимпијским играма у Атини где осваја две златне медаље у дисциплинама К1 500 m и К2 500 m, али овај пут као репрезентативка Мађарске.
Следеће 2005. године на европском првенству у Познању осваја шест титула европског шампиона и у Загребу три титуле светског првака у пару са Каталин Ковач, у дисциплинама на 200, 500 и 1000 m. И на наредним светским и европским првенствима је освајала велики број медаља.
На Олимпијским играма 2008. у Пекингу је освојила злато у дисциплини К2 500m и сребро у К4 500m, а у Лондону 2012. године сребрну медаљу у К2 500 m и бронзану.
За најбољу мађарску спортисткињу је проглашена 2004. и 2010. године, за најбољи тим заједно са Каталин Ковач 2005, 2006. и 2010, а и три пута је одликована орденом заслуга Републике Мађарске.
Од октобра 2012. године, Наташа је одлучила да наступа под заставом Србије. Заједно са њом, у српску репрезентацију је дошао и њен посинак Кристијан Душев. У фебруару 2013. године је учествовала на међународном такмичењу у Португалији под заставом Србије и освојила прво место у дисциплини К1 200. На истом такмичењу, Кристијан је такође репрезентовао Србију заузевши осмо место у дисциплини К1 200.
У Португалији је 23. априла поново представљала Србију - 10. место у К1 2000 - пре него што се званично вратила под заставу Мађарске, док је Кристијан (62. место у К1 2000m) касније одлучио да наступа за Бугарску.